# Тиаго Алкантара
Тиаго Алкантара до Насимиенто (на испански: Thiago Alcântara do Nascimento) познат само като Тиаго е бивш испански футболист играещ като атакуващ полузащитник.

## Клубна кариера

### Ранни години
Роден е на 11 април 1991 г. в Италия, но израства в Испания. Баща му Мазиньо е бивш бразилски футболист, световен шампион от Мондиал 94.
Започва да тренира футбол на четири години в Испания, като носи екипите на скромните Урека и Келме  от област Галисия. По това време баща му се състезава за елитния Елче, но през 2001 г. се завръща със семейството си в Бразилия и подписва с Витория Баия. Малкият Тиаго, тогава на 10 години започва да играе за детските формации на Фламенго заедно с година по-малкия си брат Рафаел.

### Барселона
През 2005 г. на 14-годишна възраст се завръща в Испания и с брат си Рафаел постъпват в школата на Барселона – Ла Масия, където е и братовчед им Патрик.
На 16-годищна възраст получава оферта от Челси, но подписва професионален договор с Барселона за 3 + 2 години. За вторият отбор на Барса записва 59 срещи в които отбелязва три гола.
На 17 май 2009 г. 18-годишен прави своя официален дебют за първия отбор на Барселона, когато в шампионатен мач срещу Майорка, влиза като смяна на Ейдюр Гудьонсен. На 20 февруари 2010 г. в мач срещу Расинг Сантандер влиза на мястото на Яя Туре и отбелязва първия си гол за каталунците.

### Байерн Мюнхен
На 14 юли 2013 г. по настояване на Хосеп Гуардиола преминава в немския гранд Байерн Мюнхен за сумата от 25 милиона евро.
Националът на Испания подписва 4-годишен договор до лятото на 2017 година.

## Национален отбор
Тиаго е европейски шампион за младежи от Дания 2011 и Израел 2013 на което е избран за най-добър състезател на турнира. Във финалната среща отбелязва хеттрик за победата с 4:2 над връстниците си от Италия.

## Успехи
Барселона
- Примера дивисион (4): 2008–09, 2009–10, 2010–11, 2012–13
- Купа на Краля (1):2011–12
  - Финалист (1): 2010–11
- Суперкопа де Еспаня (2): 2010, 2011
  - Финалист (1): 2012
- Шампионска лига (1): 2010-11
- Суперкупа на УЕФА (1): 2011
- Световно клубно първенство по футбол (1): 2011

Байерн Мюнхен
- Първа Бундеслига (5): 2013/14, 2014/15, 2015/16, 2016/17, 2017/18
- Купа на Германия (2): 2013/14, 2015/16
- Суперкупа на Европа (1): 2013
- Световно клубно първенство по футбол (1): 2013

 Национален отбор
- Европейски шампион за юноши до 17 г. (1): Турция 2008
- Европейско първенство по футбол за юноши до 19 г.
  - Финалист (1): Украйна 2010
- Европейско първенство по футбол за младежи (2): Дания 2011, Израел 2013

Индивидуални награди
- Най-добър състезател на турнира – Израел 2013 [7]
- Сребърна обувка – Израел 2013 [9]
- Идеален отбор на турнира – Израел 2013 [7]